# Álgebra de Baldor
Álgebra es un libro del matemático, abogado y profesor cubano Aurelio Baldor. La primera edición se produjo el 19 de junio de 1941. El Álgebra de Baldor contiene un total de 5790 ejercicios, que equivalen a 19 ejercicios en cada prueba en promedio. Décadas atrás se considera una de las máximas producciones algebraicas. 

## Historial de ediciones
Según lo informado en la página en Internet del catálogo mundial WorldCat, la primera edición de Álgebra de Baldor registrada fue realizada en 1941 por la Editorial Cultural en La Habana, Cuba. En 1948, Aurelio Baldor vendió los derechos a la editorial mexicana Publicaciones Cultural, para invertirlos en su instituto educativo. Esta editorial continuó editando el libro desde México. Al llegar a México, ya exiliado, el libro fue editado por la Editorial Cultural Mexicana. Según esta página web, también el libro fue editado en Venezuela, Colombia y España. Las ediciones continúan realizándose en México, luego de reorganizaciones y cambios de nombre de las empresas editoriales originales, por parte del Grupo Editorial Patria.

## Posesión de derechos de la obra
En la actualidad, los derechos de autor son reconocidos al profesor Aurelio Baldor. Respecto a los derechos editoriales, estos variaron según las ediciones realizadas. En 1944, estos pertenecían a la Editorial Cultural, de Cuba y luego, a la editorial mexicana Publicaciones Cultural. Según los datos aparecidos en la tercera reimpresión de la obra, realizada en el año 2010, en la primera edición de 1983 los derechos editoriales fueron reservados a las empresas mexicanas Compañía Cultural Editora y Distribuidora de Textos Americanos, S.A. (CCEDTA), Códice América, S.A. y Publicaciones Cultural, S.A. y el libro fue presentado bajo el código ISBN 970-24-0779-6. En el año 2000, dichas empresas se unieron para formar la organización Grupo Patria Cultural, S.A. de C.V. la cual reasumió ese año y en 2004 y 2005 tales derechos, cuando se realizó la primera edición con dicha empresa. 
En el año 2007, el Grupo Patria Cultural ya había cambiado su nombre al actual de Grupo Editorial Patria, actual poseedor de los derechos editoriales de la obra, cuya segunda edición fue realizada en el año 2005, la cual lleva el código ISBN 978-970-817-000-0. De esta edición se realizaron reimpresiones en los años 2009 y 2010. No figuran los datos de las ediciones originales realizadas en vida del autor.

## Acerca de la portadas y solapas
En las primeras ediciones de Álgebra, la portada era de color rojo y, hasta la edición del año 2005 las ilustraciones fueron realizadas originalmente por el dibujante cubano D.G. Terminel. La portada presentaba al matemático, astrónomo y geógrafo persa musulmán Al-Juarismi, quien vivió aproximadamente entre 780 y 850 y, al fondo, una asimilación de su natal Bagdad, que cubre parte de la portada delantera y la posterior. La solapa delantera está ilustrada con un retrato del matemático griego, físico, ingeniero, inventor y astrónomo, Arquímedes (ca. 287 a. C.–ca. 212 a. C.), además del asedio a su ciudad, Siracusa. En la contrasolapa figuró un retrato del matemático escocés Juan Neper, uno de los desarrolladores de los logaritmos. 
Para la edición de 2007, realizada por el Grupo Editorial Patria, se planteó un rediseño total del libro, actualizando los aspectos gráficos por parte del diseñador gráfico Juan Bernardo Rosado Ortiz, el ilustrador José Luis Mendoza Monroy y el diagramador Carlos Sánchez. Esta edición es la primera que contiene un CD-ROM de apoyo al material impreso.

## División de la obra
El libro contiene unos preliminares, 39 capítulos, más un apéndice. Los capítulos, en orden, son: Suma, Resta, Signos de agrupación, Multiplicación, División, Productos y cocientes notables, Teorema del resto, Ecuaciones enteras de primer grado con una incógnita, Descomposición factorial, Máximo común divisor, Mínimo común múltiplo, Fracciones algebraicas-reducción de fracciones, Operaciones con fracciones algebraicas, Ecuaciones numéricas fraccionarias de primer grado con una incógnita, Ecuaciones literales de primer grado con una incógnita, Problemas sobre ecuaciones fraccionarias de primer grado, Problemas de los móviles, Fórmulas, Desigualdades-inecuaciones, Funciones, Representación gráfica de funciones, Gráficas-aplicaciones prácticas, Ecuaciones indeterminadas, Ecuaciones simultáneas de primer grado con dos incógnitas, Ecuaciones simultáneas de primer grado con tres o más incógnitas, Problemas que se resuelven por ecuaciones simultáneas, Estudio elemental de la teoría coordinatoria, Potenciación, Teoría de los exponentes, Radicales, Cantidades imaginarias, Ecuaciones de segundo grado con una incógnita, Problemas que se resuelven por ecuaciones de segundo grado-Problema de las luces, Teoría de las ecuaciones de segundo grado-Estudio del trinomio de segundo grado, Ecuaciones binomiales y trinomiales, Progresiones, Logaritmos, Interés compuesto-Amortizaciones-Imposiciones. 
El apéndice contiene tablas para el cálculo del interés compuesto y el interés compuesto decreciente, un cuadro de las formas básicas de la descomposición factorial y una tabla de potencias y raíces. Para finalizar, aparecen las respuestas a los más de mil quinientos ejercicios contenidos en algunos textos coloquiales.

## Encabezados de capítulos
Cada capítulo se inicia con un encabezado ilustrado. Los preliminares están encabezados por un dibujo alusivo a la prehistoria y a las civilizaciones precolombinas que denota el origen del concepto de número. El Capítulo 1 está encabezado por una ilustración que hace alusión a las matemáticas en el antiguo Egipto. El breve texto que la acompaña menciona al Papiro de Rhind. La siguiente ilustración versa sobre el cálculo en Caldea y Asiria. El capítulo 3 trata sobre Tales de Mileto. Las siguientes son, en ese orden: Pitágoras, Platón, Euclides, Arquímedes, Claudio Ptolomeo, Diofanto, Hipatia. Luego una ilustración sobre el álgebra en la India, junto a sus tres mayores representantes: Aryabhata, Brahmagupta y Bhaskara. La siguiente es sobre los tres mayores representantes de la llamada Escuela de Bagdad: Al-Juarismi, Al-Battani y Omar Khayyan. A continuación, sigue una ilustración hablando sobre las Matemáticas en las universidades hispano-árabes y las contribuciones realizadas por sus más conocidos representantes Juan de España, Juan de Sacrobosco y Adelardo de Bath. A partir de ahí, se da la evolución de las matemáticas desde la Baja Edad Media hasta el siglo XX, haciendo mención a otros matemáticos tales como: Leonardo de Pisa, Raimundo Lulio, Niccolò Tartaglia, Jerónimo Cardano, François Viète, Juan Neper, René Descartes, Pierre Fermat, Blas Pascal, Isaac Newton, Gottfried Leibnitz, Brook Taylor, Leonardo Euler, Jean D'Alembert, Joseph-Louis Lagrange, Gaspard Monge, Pierre-Simon Laplace, Carl Friedrich Gauss, Augustin Louis Cauchy, Nikolái Lobachevsky, Niels Henrik Abel, Carl Gustav Jacobi, Évariste Galois, Karl Weierstrass, Henri Poincaré, Max Planck y por último, Albert Einstein.